# Musculus mesonoto-trochantinalis posterior
Musculus mesonoto-trochantinalis posterior, musculus mesonoto-mesotrochantinalis posterior, mięsień IIdvm3, (pl. mięsień śródpleczo-trochantinalny tylny) – mięsień występujący w tułowiu niektórych owadów.
Jest to mięsień należący do grupy "mięśni grzbietowo-brzusznych" (ang. dorso-ventral muscles), położony w śródtułowiu.
U ważek mięsień ten wychodzi z okolic nasady mesofurca (widełki sternalne śródtułowia) i przyczepia się do przednio-bocznej krawędzi wyniosłości pierwszej pary skrzydeł, w tym samym miejscu co musculus mesonoto-coxalis anterior i musculus mesonoto-coxalis posterior.
U straszyków z rodzaju Timema mięsień ten wychodzi ze środkowej części śródplecza i przyczepia się apodemy na brzusznej części trochantinu. U straszyków z grupy Euphasmatodea mięsień łączy śródplecze z trochantinem śródtułowia i unerwiony przez nervus lateralis secundus.
U błonkówek z nadrodziny Chalcidoidea mięsień ten dzieli się na dwa pasma, z których pierwsze wychodzi z phragma axillaris, a drugie z grzbietowej części rejonu aksyllarnego. U Megalyroidea i Stephanoidea mięsień ten wychodzi tylko z grzbietowej części rejonu aksyllarnego. Wśród Proctotrupoidea jego występowanie stwierdzono u rodzajów Belyta, Poecilospilus i Psilus.